# Sidse Babett Knudsen
Sidse Babett Knudsen, född 22 november 1968 i Köpenhamn, är en dansk skådespelare. Mellan fem och sju års ålder bodde hon i Dar es-Salaam i Tanzania.
Babett Knudsen är bland annat känd för att spela rollen som den danska statsministern/politikern Birgitte Nyborg i TV-serien Borgen. Hon har varit nominerad till Bodilpriset i kategorin Bästa kvinnliga huvudroll fyra gånger varav hon har vunnit två. Första gången var 1998 i långfilmsdebuten Let's Get Lost, och andra gången hon prisades var år 2000 för Den enda rätta. De båda filmerma tog även hem priserna för Bästa film. Med båda filmerna vann hon även en Robert för Bästa kvinnliga huvudroll.

## Filmografi i urval
- 1997 – Let's Get Lost
- 1999 – Den enda rätta
- 1999 – Mifune
- 2001 – Monas värld
- 2003 – Se till vänster, där går en svensk
- 2004 – Fakiren från Bilbao
- 2006 – Efter bröllopet
- 2007 – Tills döden skiljer oss åt
- 2008 – Blå mænd
- 2010–2013 – Borgen (TV-serie)
- 2012 – Sover Dolly på ryggen?
- 2014 – 1864 (TV-serie)
- 2014 – The Duke of Burgundy
- 2016 – Kungens hologram
- 2016 – Inferno
- 2016 – Kvinnan från Brest
- 2016 – Westworld (TV-serie) (8 avsnitt)
- 2018 – In Fabric
- 2018 – Simpsons (TV-serie) (röstroll, 1 avsnitt)
- 2023 – Ehrengard: Förförelsens konst
- 2025 – Prime Target (TV-serie)